# 師走冬子
師走 冬子（しわす とうこ、7月27日 - ）は、日本の4コマ漫画家。群馬県出身・在住。女性。芳文社、竹書房、双葉社、ぶんか社の4コマ誌（4コマ漫画専門雑誌）などで作品を発表している。
2000年頃から芳文社の4コマ誌で作品を連載していたが、2003年5月に『スーパーメイドちるみさん』第1巻が著者の初めての単行本として発売されて以降、他の連載作品も続々と単行本化されている。また、単行本1冊分のページ数に達していない作品以外はすべて単行本化されている。
2003年3月に『まんがタイムセレクション 師走冬子』が、芳文社より『まんがタイムスペシャル』の増刊号扱いで発売された。
2007年7月に『まんがタイム師走冬子コレクション』が芳文社より発売された。

## 人物
おーはしるい、小笠原朋子、海藍、弓長九天、須藤ゆみこ（荒巻ユミ）、倉田ジュリらと親交があり、とりわけ10年来の友人で師走に最初作品投稿を勧めたおーはし、一緒に旅行することも多い小笠原とは仲が良い。
しばしば道に迷ったり、怪我をしたり、想像もつかないハプニングを起こしたりと、漫画顔負けのトラブル体質の持ち主。自画像には「師走=December」の頭文字を取り、額に「D」の文字が入った女性のイラストを使っているが、この体質のせいで、「danger Danger」や Destruction」の頭文字だろうとファンからしばしば勘違いされるという。
ペンネームである「師走冬子」の由来は『さらばシベリア鉄道』の歌詞（松本隆作詞）から。

## 作品リスト

### 連載中の作品
連載開始号の古い順に掲げる。
- 不遊美堂家の名にかけて!（2022年[3] - 、まんがライフオリジナル（竹書房））

### 未完の作品
- 秘密の天使ちゃん（2017年、mobaman-M 内 4コマCOMICはぐ!（小学館））
  - 2017年に1度だけ連載されたのを最後に連載は途絶えているが、「完結はしていない」と作者自身が明言しており[4]、現在は未完の状態となっている。

### 連載が終了した作品
連載開始号の古い順に掲げる。
- 大高女クラ物語（1999年10月-11月、『Do! ぴーかん』（ビブロス））
  - 『女クラのおきて』の前身となる作品。
- 女クラのおきて（1999年-2006年、まんがタイムラブリー（芳文社））全4巻
  - 2005年4月に単行本第3巻発売を記念して、掲載誌『まんがタイムラブリー』と『女クラのおきて』第3巻の両方を購入した読者を対象に、師走冬子にまつわるグッズを詰めたとされる「師走福袋」を賞品とした懸賞が行われた。
- スーパーメイドちるみさん（2000年-2013年、まんがタイムジャンボ（芳文社）、他）全12巻
  - 連載当初のタイトルは『超メイドちるみさん』だったが、2003年1月に『スーパーメイドちるみさん』へと改題された。
  - 2003年5月に単行本第1巻発売を記念して、原画展がまんがの森横浜西口店において行われた。
  - 2003年10月に単行本第2巻発売を記念して、初のサイン会が阪急ブックファースト渋谷店において行われた。
- あおいちゃんとヤマトくん（2000年-2010年、まんがタイムスペシャル→まんがタイムジャンボ（共に芳文社））全6巻
  - 本作第2巻が10冊目の単行本発売となり、これを記念して、直筆のイラストとサインを描き下ろしたペーパーバッグを賞品とした懸賞が行われた。
  - 本作第1巻は、同掲載誌で連載されている『夫婦な生活』第6巻（作者：おーはしるい）・『さゆリン』第1巻（作者：弓長九天）との同時発売であり、「まんがタイムジャンボ コミックフェア」と称して、3名の合同作画による特製クリアファイルなどを賞品とした懸賞が行われた。
- いつも心に太陽新聞!!（2001年-2006年、まんがタイムナチュラル→まんがタイムジャンボ→まんがタイムスペシャル（共に芳文社））全1巻
- はっぴいガーデン（2001年、まんがタイムスペシャル（芳文社））ゲスト連載のみ
- ぼくの家庭教師（カテキョ）（2002年-2004年、まんがライフ（竹書房））全1巻
- 花やか梅ちゃん（2003年-2008年、まんがタウンオリジナル→まんがタウン（共に双葉社））全3巻
  - 作者による双葉社の雑誌での連載は、本作が初めてとなる。[要出典]
- トリパロ（2004年、まんがタイムきららMAX（芳文社））ゲスト連載のみ
  - 『トリコロ』（作者：海藍）のパロディ作品。
- 奥さまはアイドル♥（2004年 - 2022年、まんがライフMOMO→まんがライフ→まんがライフMOMO→まんがくらぶ（共に竹書房）、全13巻）
  - 本作は2004年7月に「まんがライフMOMO」、同年10月に「まんがライフ」でのゲスト連載後、同年11月に「まんがライフMOMO」で連載開始となった。
- あいたま（2004年-2020年、COMIC HIGH→コミックハイ!→まんがタウン（共に双葉社））全13巻
  - 2007年11月に単行本第2巻発売を記念して、記念のサイン会がマグマニ川崎にて開催。
- チヤ♥ホヤさせて（200x年-不詳、ねこのあくび（ぶんか社）
  - 隔月連載の「本当にあった笑える話」でもゲスト掲載されていた。
- うさぎのーと（2006年-2012年、まんがタイムラブリー→まんがホーム（共に芳文社））全4巻
- うち楽。〜天野さんちの4姉妹〜（2011、まんがタイムジャンボ（芳文社））ゲスト連載のみ
  - 『泊まりにおいでよ♥』の前身となる作品。
- 泊まりにおいでよ♥（2012年-2017年、まんがライフWIN（竹書房））全5巻
- 墨たんですよ!（2012年-2018年、主任がゆく!スペシャル（ぶんか社））全2巻、未収録あり
  - 『師走さんちの墨たんは猫である。』は本作の実質的な第2巻に相当する。
  - 本作は2012年10月に「主任がゆく!スペシャル」でのゲスト連載後、2013年3月に同雑誌で連載開始となった。
- ようこそ!オーロラ百貨店（2012年-2017年、まんがホーム（芳文社））全3巻
  - 本作は2012年11月に「まんがホーム」でのゲスト連載後、2013年4月に同雑誌で連載開始となった。
- 月夜にカカオシガレット（2015年-2018年、まんがタイムファミリー（芳文社））全2巻
  - 本作は2015年3月に「まんがホーム」でのゲスト連載後、同年6月に同雑誌で連載開始となった。
- 桃川桜は変わりたい（2018年-2021年、主任がゆく!スペシャル（ぶんか社）、全2巻）
  - 単行本第2巻は電子書籍のみ刊行。